# Trotamundos de Carabobo
Trotamundos de Carabobo es un equipo profesional de baloncesto venezolano con sede en Valencia, estado Carabobo. Compiten en la Conferencia Occidental de la Superliga Profesional de Baloncesto (SPB) y disputan sus partidos como locales en el Fórum de Valencia.
Es el equipo con más títulos en la liga junto a Marinos de Anzoátegui y uno de los clubes de la Superliga Profesional de Baloncesto que posee títulos continentales.
Desde 2017, con los derechos de Guerreros del Lago, Trotamundos también hace vida en el Torneo Superior de Futsal, donde lograron ser finalistas en su debut.

## Historia

### Nacimiento de la franquicia
El 11 de junio de 1983, Germán Blanco Romero compra la franquicia Andinos de Mérida para suplir la ausencia del equipo carabobeño de Flavio Fridegotto, Colosos de Carabobo, que lo había vendido esa misma temporada y que se convertiría en Bravos de Portuguesa.
Toman el nombre de Trotamundos en honor al equipo estadounidense Harlem Globetrotters. El baloncesto en Carabobo había brillado en la década de los 50, dirigido en esos años por el preparador Eugenio Torchio y conformado por Gustavo López, Nardo Herrera, Rudy Ortiz, Arcadio Silva, los morochos Arnaldo y Aníbal Jiménez, Damian Sanz, "El Negro" Díaz, Alberto Mutrila, Pablo Briceño, Alfonso Borges, Antonio Bolaños y Mauricio Johnson.

### Primer título
En 1986, consiguen ganar su primer título después de ganar cómodamente la ronda eliminatoria con un registro de 26 triunfos y 10 derrotas, de la Copa Humberto Viso, Allison García logró el primer triunfo para el equipo azul al ganar la designación de Novato del Año. Trotamundos se impuso a Bravos de Portuguesa en la semifinal A con cuatro sólidas victorias de forma consecutivas. La forma de conseguir las victorias, viniendo de atrás en el marcador, hizo que se les conociera como El Expreso Azul. Ese año ganarían la final al vencer a Panteras de Miranda en cinco juegos, sobrepasando la barrera de los 100 puntos en cada uno de los juegos.
El segundo campeonato de Trotamundos llegó al año siguiente. La gerencia inició la temporada con el equipo campeón, pero con un solo cambio Francisco "Paco" Díez en sustitución de Pedro "Camagüey" Espinoza en la dirección técnica. Bajo la conducción de Diez, Trotamundos finalizó primero en la ronda regular con 30 triunfos y 12 reveses donde se disputó la Copa Rafael Ruggeri. La primera semifinal contra Guaiqueríes de Margarita la arrancó dominando la serie en dos victorias por diferencia mínima de 115-114 y 108-106, perdió el primer juego 107-106, ganó el tercero 106-105 y perdió el quinto juego 112-87, lo que decretó la salida de la dirección técnica de Francisco Diez. David Palacios se hizo cargo del equipo y consiguió la victoria y el título con un marcador de 129-118.
En 1988, Trotamundos cumplió con una campaña llena de triunfos logrando 30 victorias y 12 derrotas en la ronda eliminatoria de la Copa Arturo Redondo. La inscripción del jugador José Luis Díaz como criollo, habiendo jugado en la selección de baloncesto de España hizo que Gaiteros del Zulia perdiese tres juegos, uno de ellos con Trotamundos lo que ocasiona cambio de pareja en la semifinal luego de transcurrido un juego que ganó el Expreso Azul a Cardenales de Portuguesa 117-111. Este conflicto ocasionó que la Federación Venezolana de Baloncesto interviniera a la Liga Especial creando la Comisión Nacional de Baloncesto (Conabaes). Trotamundos pasó a enfrentar a Güaiqueríes de Margarita a los que eliminó 4-2 y enfrentó en la final a Cardenales de Portuguesa. 1988 fue un año conflictivo, en plena final y después de ganar los dos primeros juegos en Valencia y traer la serie 3-2 desde Guanare, se presenta un conflicto con FUNDECA y el Expreso Azul no puede jugar el sexto de la final en el Gimnasio Teodoro Gubaira, por lo que se debió trasladar al Gimnasio Mauricio Jhonson de Maracay para conquistar el título. La historia se repite por primera vez, el triunfo de Trotamundos coincidió con el primer título alcanzado por la selección de Carabobo en el Campeonato de Primera Categoría, 36 años antes, cuando la divisa carabobeña derrotó a la selección del Táchira en la final disputada en la Plaza de Toros de Maracay.

### Campeón Sudamericano y seguidilla de títulos
Ese mismo año Trotamundos inscribe su nombre en la historia del baloncesto venezolano cuando se consagra campeón del XXIII Campeonato Sudamericano de Clubes Campeones, siendo la primera vez que un equipo criollo logra romper la hegemonía de Brasil, Argentina y Uruguay en el baloncesto de la región. Este primer campeonato para Venezuela tuvo características muy especiales. La directiva del Expreso Azul hace su debut como organizadora de eventos internacionales, se rompe con la modalidad de una sola sede para el torneo celebrándose conjuntamente entre el Gimnasio Teodoro Gubaira de Valencia y el Gimnasio José Beracasa del Parque Naciones Unidas en Caracas. El Expreso Azul gana invicto el Grupo A al derrotar a Codetar de Bolivia 137-89, a Ferrocarril Oeste de Argentina 114-113 y al equipo Universidad Central de Colombia 115-70. La final se disputa en un cuadrangular todos contra todos entre los equipos Atenas de Córdoba y Ferrocarril Oeste, ambos de Argentina, Monte Líbano de Brasil y Trotamundos de Carabobo. El equipo representante de Venezuela, Trotamundos venció a los equipos argentinos y cayó por dos puntos ante Monte Líbano, pero se quedó con el título ya que los Brasileños habían perdido ante el Atenas y la cesta average determinó como ganador a Trotamundos de Carabobo.
En 1989 el equipo ganaría tres títulos en un mismo año. En la primera quincena de abril, en la Isla de Margarita conquistó su primer campeonato en el Torneo Puros Criollos ganando los seis partidos que disputó. Posteriormente, luego de adelantar su clasificación en la ronda eliminatoria de la Liga Especial, el Expreso Azul viaja a La Asunción, Paraguay, para defender su corona y obtiene su segundo título en el Torneo Suramericano de Clubes Campeones. En La Asunción, Paraguay, Trotamundos de Carabobo reafirmaría su poder a nivel suramericano al repetir su triunfo en el Campeonato de Clubes. El Expreso Azul jugó sin ningún refuerzo de otro equipo ya que se jugaba la ronda eliminatoria y se adelantaron partidos para pasar a semifinal y poder viajar. Trotamundos superó el traspié del primer partido donde cayó 76-79 ante el Atenas de Argentina. Luego arrolló al Deportivo Petrox de Chile 118-83, a San Pedro Pascual de Ecuador con score de 93-66 y a Sirio de Brasil 90-82. Sam Shephard fue declarado el Jugador más Valioso y Al Smith fue el campeón anotador. Trotamundos regresó seguido de una caravana espectacular de aficionados y dos días después comenzaría la final en la que barrió a Gaiteros. El cuarto título del baloncesto profesional lo consigue clasificando en la ronda eliminatoria de primero con 29 triunfos y 13 reveses, venciendo a Marinos de Oriente en la semifinal en seis juegos y barrer en la final del campeonato a Gaiteros del Zulia en cuatro encuentros y ganar la Copa Leonardo Rodríguez.
Trotamundos conquistaría su quinto campeonato cinco años después de haber logrado los cuatro títulos consecutivos. Logrando una temporada regular de 28 victorias y 14 derrotas, ganado todas las series particulares, siendo el más valioso de la eliminatoria Stanley Brundy y Richard Lugo fue en esa oportunidad el Novato del Año, cabe recordar que vestía la camiseta de Panteras de Miranda, mientras que Ludwing Irazabal que pertenecía a Cocodrilos de Caracas era reconocido como el jugador de mayor progreso. El Expreso Azul ganó la semifinal, con 8 triunfos y 4 reveses, que se disputó en un sistema de todos contra todos de 12 juegos junto con Cocodrilos que se ubicó segundo con 7-5, Güaiqueríes tercero con 5-7 y Gaiteros de cuarto con 4 y 8. En la final ganó a Cocodrilos en cinco juegos.
En la arracada de la temporada de 1999, el equipo trotamundos de Carabobo no figuraba entre los favoritos. Una mala salida ocasionó la salida del director técnico puertorriqueño Carlos Morales quien fue sustituido por el español Pep Claros, quien también fue despedido y sustituido por Néstor Salazar que comandaba la selección nacional juvenil. Llegarían André Riddick , apodado El señor de los cielos, y Alexander Nelcha que volvía a jugar en Venezuela después de cinco años de ausencia. Trotamundos lograría así la clasificación. En la postemporada derrotó a Marinos 3-1 en la primera semifinal. En la segunda semifinal se complicaron las cosas. Cesantearon a Salazar que fue sustituido por el dominicano Héctor Báez, quien fue suplantado por Rafael "Chino" Infante para el último encuentro de la segunda semifinal que Trotamundos le ganó a Gaiteros 4-3 de la mano de André Riddick y Charles Byrd. Por tercera vez en la historia del Trotamundos se enfrentaba a Panteras en una final. Y por primera vez Trotamundos se titularía ante su público en el Fórum de Valencia.

### Años recientes
En el año 2000, después de once años, Trotamundos de Carabobo volvió a inscribir el nombre de Venezuela en lo más alto al apoderarse del título del XXXVII Campeonato Sudamericano de Clubes Campeones. El Expreso Azul batió en el partido final 94-91 al poderoso Vasco da Gama, representante de Brasil, en un Fórum de Valencia con un lleno impresionante. Trotamundos no solo venció a la leyenda de Brasil sino que les arrebató la gloria, ya que venían de ganar en dos ocasiones consecutivas el campeonato suramericano y ser subcampeones de la prestigiosa McDonald's Championship FIBA-NBA, donde perdieron con el equipo de la NBA, San Antonio Spurs.
Trotamundos no comenzó la temporada 2002 con aires ganadores, sin embargo en cuanto tomó la punta de la ronda eliminatoria logró ganar su séptimo campeonato venciendo a Panteras de Miranda, 4-3, viniendo de atrás 1-3. Derrota a Güaiqueríes en la primera semifinal barriéndolos en su casa, 4-1, para avanzar a la segunda semifinal para enfrentar al campeón defensor Gaiteros del Zulia, en una dura semifinal que también fue a siete juegos consiguiendo la victoria 4-3.
En el 2006 Trotamundos de Carabobo realizó una ronda regular tomando la punta en las primeras semanas y la mantuvo hasta terminar con 28 triunfos y 14 derrotas a dos juegos de diferencia de sus rivales, con un gran registro en casa donde solo se perdieron dos encuentros, consiguiendo la Copa Maltín Polar. El técnico argentino, Néstor "Che" García condujo al expreso azul a lograr su octavo título de campeón en la historia del baloncesto venezolano, siendo el único equipo con ese registro para el momento. Superó a Gatos de Monagas en la primera semifinal, a Güaiqueríes de Margarita en siete juegos y a Guaros de Lara en la final en seis juegos.

## Pabellón

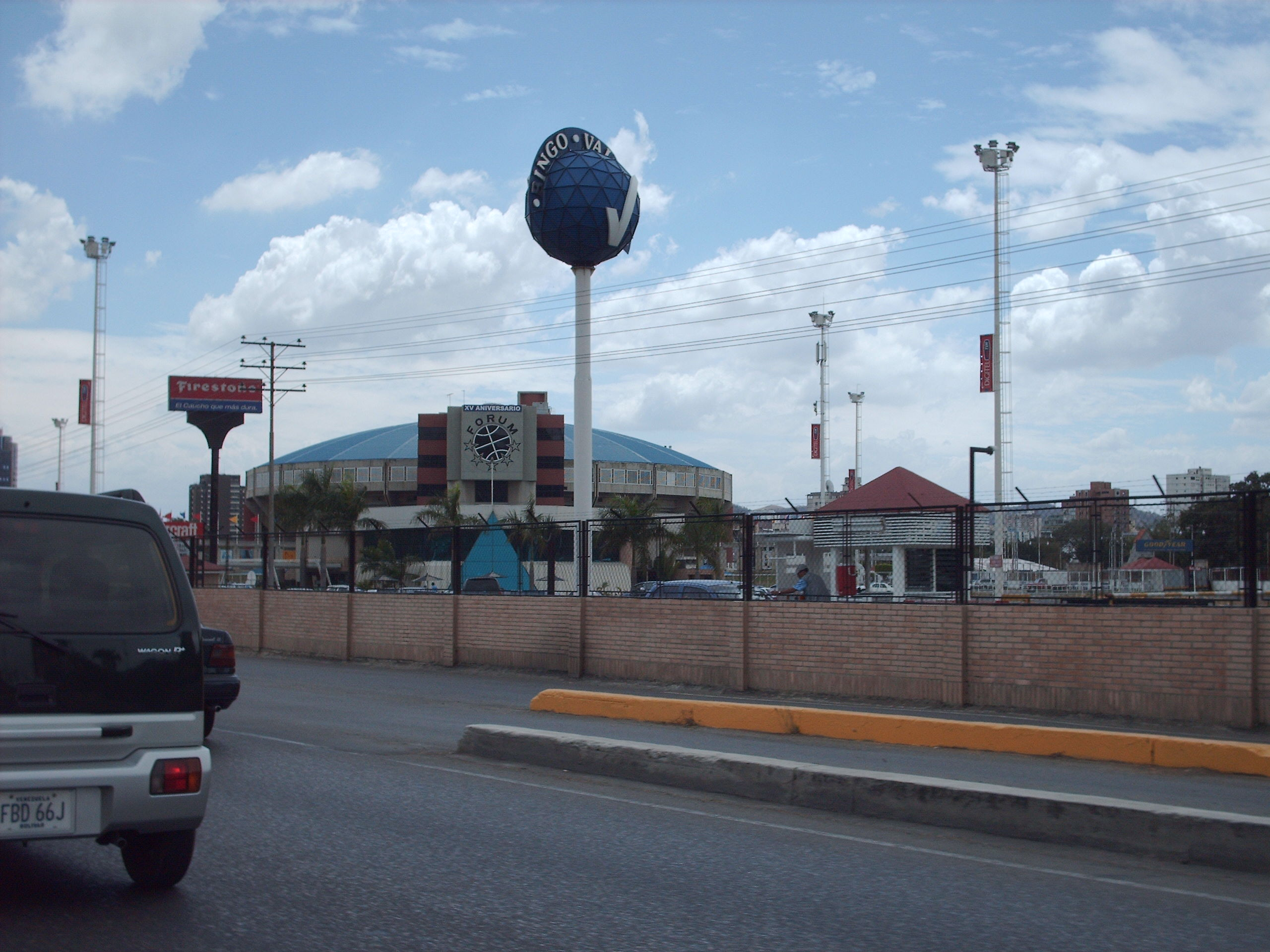
Vista externa del Fórum de Valencia desde la Autopista del Este.

El Forum de Valencia es un complejo deportivo multiuso que se ubica en la ciudad de Valencia, capital del estado Carabobo, en Venezuela, usado principalmente para partidos de baloncesto, presentación de diversos espectáculos y eventos de todo tipo. Es sede del equipo de baloncesto profesional Trotamundos de Carabobo y del equipo de voleibol Industriales de Valencia. Es el segundo centro de eventos más grande e importante de Venezuela después del Poliedro de Caracas.
Las tribunas pueden dar asiento hasta 10 000 espectadores. La arena del estadio ha sido utilizada con diversos motivos a partir de su inauguración: sala de conciertos; cancha para partidos de baloncesto, fútbol de salón y voleibol y arena para deportes de lucha como artes marciales, esgrima. Cabe destacar que anexo al mismo se ubica un restaurante japonés.

## Jugadores

### Plantilla 2022
| Num                        | Nac.                                           | Jugador          | Pos | Altura | Edad    |
|                            | Bandera de Venezuela                           | Richard López    | E   | 1,76 m | 21 años |
| 21                         | Bandera de Venezuela                           | Eduardo Martínez | B   | 1,77 m | 23 años |
| 13                         | Bandera de Venezuela                           | Jonathan Valero  | A   | 1,76 m | 22 años |
|                            | Bandera de Estados Unidos · Bandera de Nigeria | Gani Lawal       | P   | 2,06 m | 36 años |
| Entrenador: Néstor Salazar |                                                |                  |     |        |         |

## Palmarés

### Torneos nacionales
- Superliga Profesional de Baloncesto (11): 1986, 1987, 1988, 1989, 1994, 1999, 2002, 2006, 2019, 2021-I, y 2022.
  - Subcampeón (7): 1992, 1993, 1998, 2012, 2014, 2018 y 2021-II.
- Títulos de Conferencia (1): 2022.
- Títulos de División (1): 2022.

### Torneos internacionales
- Campeonato Sudamericano de Clubes Campeones (3): 1988, 1989 y 2000.

## Fútbol Sala
Tras la compra de la franquicia del equipo de fútbol sala del Zulia, Guerreros del Lago, Trotamundos debuta en este deporte como un nuevo equipo en el Torneo Superior de Futsal en la temporada 2017. Para sorpresa de muchos, el equipo logró llegar a la final donde perdió en 5 juegos contra el experimentado Caracas FS.

### Palmarés
- Torneo Superior de Futsal:
  - Subcampeón (1): 2017